# Домзюль
Домзюль (нем. Domsühl) — община в Германии, в земле Мекленбург-Передняя Померания.
Входит в состав района Пархим. Подчиняется управлению Пархимер Умланд.  Население составляет 1061 человек (на 31 декабря 2010 года). Занимает площадь 28,95 км².
Коммуна подразделяется на 6 сельских округов.